# 朗丁韦兹
朗丁韦兹（法語：Landunvez，法語發音：[lɑ̃dynvɛs]）是法国菲尼斯泰尔省的一个市镇，属于布雷斯特区。

## 地理
朗丁韦兹（48°31'57"N, 4°43'37"W）面积13.53 平方千米，位于法国布列塔尼大區菲尼斯泰尔省，该省份为法国最西部的省份，位于布列塔尼半岛西部，北西南三面环大西洋，东临阿摩尔滨海省和莫尔比昂省。
与朗丁韦兹接壤的市镇（或旧市镇、城区）包括：普卢达尔梅佐、普卢兰、波斯波代尔。
朗丁韦兹的时区为UTC+01:00、UTC+02:00（夏令时）。

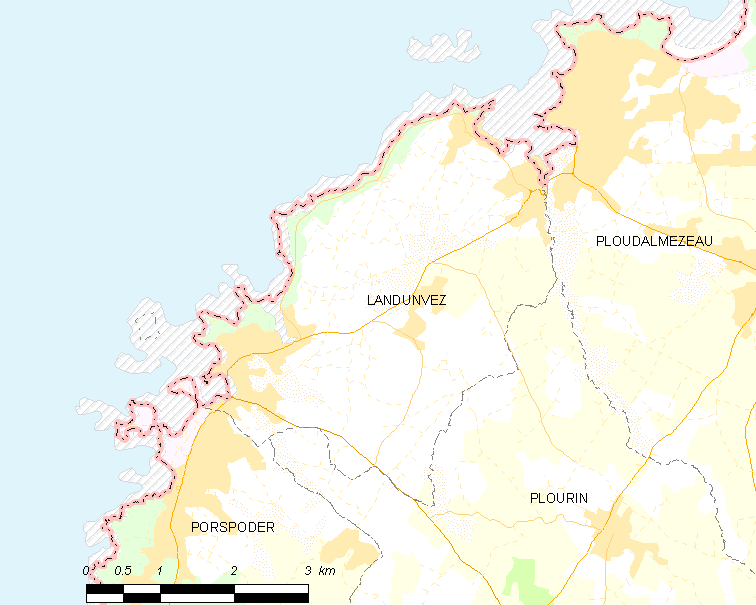
朗丁韦兹的OSM定位图

## 行政
朗丁韦兹的邮政编码为29840，INSEE市镇编码为29109。

## 政治
朗丁韦兹所属的省级选区为普拉贝内克县。

## 人口

1962-2008年间朗丁韦兹人口变化图示

朗丁韦兹于2022年1月1日时的人口数量为1548人。